# Krzemieniewice
Krzemieniewice [pronunciación en polaco: /kʂɛmjɛɲɛˈvit͡sɛ/] es un pueblo ubicado en el distrito administrativo de Gmina Gorzkowice, dentro del Distrito de Piotrków, Voivodato de Łódź, en Polonia central. Se encuentra aproximadamente a 6 kilómetros al sureste de Gorzkowice, a 25 kilómetros al sur de Piotrków Trybunalski, y a 68 kilómetros al sur de la capital regional Łódź.